# رستم (هیرمند)
رستم‌آباد ، روستایی از توابع بخش مرکزی شهرستان هیرمند در استان سیستان و بلوچستان ایران است. 
این روستا در فاصله ۱۰ کیلومتری جنوب شهرستان هیرمند (دوست محمد) قرار دارد.

## جمعیت
این روستا در دهستان دوست‌محمد قرار دارد و براساس سرشماری مرکز آمار ایران در سال ۱۳۸۵، جمعیت آن ۴۱ نفر (۹خانوار) بوده‌است.